# Oranžová linka (metro v Montréalu)

Linky metra v Montrealu

Oranžová linka (označovaná také méně často jako Linka č. 2) je jedna ze čtyř linek metra v Montrealu, jejíž celková délka je 30 km. Na lince je celkem 31 stanic. Nejstarší část linky byla postavena v roce 1966, další podstatná část (celé západní rameno) v 80. letech 20. století a tři stanice východního ramene byly přistavěny po 19leté pauze v roce 2007.

## Historie linky
Stavba a prodlužování linky oběma směry se odehrálo ve třech hlavních fázích:
1. v roce 1966 existovala pouze dnešní východní část linky od stanice Bonaventure do stanice Henri-Bourassa
2. v 80. letech 20. století byla linka prodloužena směrem na severozápad od původní konečné Bonaventure až po dnešní konečnou Côte-Vertu. Toto prodloužení se odehrálo v několika etapách:
  - 1980: byl přidán úsek se čtyřmi novými stanicemi (Lucien-L'Allier – Place-Saint-Henri)
  - 1981: ve stejném směru přibyly další tři stanice (Vendôme – Snowdon)
  - 1982: v lednu byla otevřena stanice Côte-Sainte-Catherine, v červnu Plamondon
  - 1984: přistavěny další tři stanice (Namur, De la Savane a Du Collège)
  - 1986: otevřena jediná stanice – Côte-Vertu, dnešní konečná západní větve linky. Až do roku 2007 nebyla postavena ani otevřena žádná další stanice.
3. po 19 letech pauzy v jakýchkoli pracích na otevření dalších stanic metra byly uvedeny do provozu následující stanice ve východním rameni linky:
  - na území Montrealu: ve stanici Henri-Bourassa bylo dostavěno další nástupiště, které slouží k výstupu v době špičky, kdy vlaky nedojíždějí až na konečnou a vracejí se rychleji do centra města
  - na území sousedního města Laval: stanice Cartier, De la Concorde a Montmorency

## Umístění linky v rámci Montrealu
Oranžová linka se nachází ve střední části ostrova, na němž leží město Montreal. Na mapě vytváří tato linka tvar písmene U, přičemž střední část linky (od stanice Lionel-Groulx po Berri-UQAM) je paralelní se střední části zelené linky, s níž se v obou jmenovaných stanicích kříží. Z obou těchto stanic se linka stáčí vždy přibližně severozápadním směrem až ke konečné stanici každého z ramen. Západněji položené rameno linky směřuje na severozápad od stanice Lionel-Groulx ke konečné Côte-Vertu, východní část pokrarčuje od přestupní stanice Berri-UQAM rovněž severozápadním směrem. Poslední stanicí na území města Montreal je Henri-Bourassa a následující tři stanice (včetně konečné Montmorency) se nacházejí v sousedním městě Laval za severním ramenem řeky svatého Vavřince obtékající ze severu i z jihu montrealský ostrov.
Linka obsluhuje následující montrealské arrondissementy:
- Saint-Laurent
- Côte-des-Neiges–Notre-Dame-de-Grâce
- Le Sud-Ouest
- Ville-Marie
- Le Plateau-Mont-Royal
- Rosemont–Petite-Patrie
- Villeray–Saint-Michel–Parc-Extension
- Ahuntsic–Cartierville

## Seznam stanic
1. Côte-Vertu
2. Du Collège
3. De la Savane
4. Namur
5. Plamondon
6. Côte-Sainte-Catherine
7. Snowdon
8. Villa-Maria
9. Vendôme
10. Place-Saint-Henri
11. Lionel-Groulx
12. Georges-Vanier
13. Lucien-L'Allier
14. Bonaventure
15. Square-Victoria
16. Place-d'Armes
17. Champ-de-Mars
18. Berri-UQAM
19. Sherbrooke
20. Mont-Royal
21. Laurier
22. Rosemont
23. Beaubien
24. Jean-Talon
25. Jarry
26. Crémazie
27. Sauvé
28. Henri-Bourassa
29. Cartier
30. De la Concorde
31. Montmorency